# Magnus Konow
Magnus Andreas Thulstrup Clasen Konow (Sandefjord, 1 de setembro de 1887 — 25 de agosto de 1972) foi um velejador norueguês, campeão olímpico. Ele competiu nos Jogos Olímpicos de Verão de 1912 na classe 12 Metre e conquistou a medalha de ouro na disputa a bordo do Magda IX com Johan Anker, Eilert Falch-Lund, Halfdan Hansen, Nils Bertelsen, Arnfinn Heje, Alfred Larsen, Petter Larsen, Christian Staib e Carl Thaulow. Nos Jogos Olímpicos de Verão de 1920, conseguiu o ouro na classe 8 Metre com Thorleif Christoffersen, Reidar Marthiniussen e Ragnar Vik como tripulante do Sildra. Por fim, na edição de 1936, conquistou a prata a bordo do Lully ao lado de Karsten Konow, Fredrik Meyer, Vaadjuv Nyqvist e Alf Tveten na classe 6 Metre.
Ele é um dos apenas cinco atletas que competiram nas Olimpíadas em um período de 40 anos, junto com o esgrimista Ivan Joseph Martin Osiier, os velejadores Paul Elvstrøm e Durward Knowles e o ginete Ian Millar.